# 青騎司
青騎 司（あおき つかさ、3月10日 - ）は、宝塚歌劇団花組に所属する男役。
東京都練馬区、八雲学園高校出身。身長173cm。愛称は「リリー」、「リリーたん」。

## 来歴
2016年4月、宝塚音楽学校入学。
2018年4月、宝塚歌劇団に104期生として入団。入団時の成績は19番。星組宝塚大劇場公演『ANOTHER WORLD／Killer Rouge』で初舞台。その後、花組に配属。

## 主な舞台

### 初舞台
- 2018年4月～6月、 『ANOTHER WORLD／Killer Rouge』（宝塚大劇場のみ）

### 花組時代
- 2018年7 - 10月、『MESSIAH -異聞・天草四郎-』新人公演：助蔵（本役：峰果とわ）『BEAUTIFUL GARDEN −百花繚乱−』
- 2018年11 - 12月、『蘭陵王―美しすぎる武将―』（梅田芸術劇場シアタードラマシティ・KAAT神奈川芸術劇場）
- 2019年2 - 4月、『CASANOVA』新人公演：アルヴィーゾ（本役：澄月菜音）
- 2019年6 - 7月、『花より男子』（赤坂ACTシアター）牧野進
- 2019年6月、『恋スルARENA』（横浜アリーナ）[注釈 1]
- 2019年8 - 11月、『A Fairy Tale -青い薔薇の精-』新人公演：精霊ダンサー『シャルム！』
- 2020年1月、『マスカレード・ホテル』（ドラマシティ・日本青年館） - 吉永
- 2020年7 - 11月、『はいからさんが通る』
- 2021年1 - 2月、『NICE WORK IF YOU CAN GET IT』（東京国際フォーラム・梅田芸術劇場） - アレックス
- 2021年4 - 7月、『アウグストゥス-尊厳ある者-』『Cool Beast!!』
- 2021年8 - 9月、『哀しみのコルドバ』『Cool Beast!!』（全国ツアー）
- 2021年11 - 12月、『元禄バロックロック』新人公演：公使（本役：春矢祐璃）『The Fascination（ザ ファシネイション）!』（宝塚大劇場）
- 2022年1 - 2月、『元禄バロックロック』『The Fascination（ザ ファシネイション）!』（東京宝塚劇場）
- 2022年3 - 4月、『冬霞（ふゆがすみ）の巴里』（ドラマシティ・東京建物 Brillia HALL） - 求婚者 ムッシュ・ボヌール
- 2022年6 - 7月、『巡礼の年〜リスト・フェレンツ、魂の彷徨〜』 - 新人公演：レオ・フェステティクス伯爵（本役：羽立光来）『Fashionable Empire』（宝塚大劇場）
- 2022年8 - 9月、『巡礼の年〜リスト・フェレンツ、魂の彷徨〜』『Fashionable Empire』（東京宝塚劇場）
- 2022年10 - 11月、『フィレンツェに燃える』 - ジロッティ『Fashionable Empire』（全国ツアー）
- 2023年1月、『うたかたの恋』『ENCHANTEMENT（アンシャントマン）-華麗なる香水（パルファン）-』（宝塚大劇場）
- 2023年2 - 3月、『うたかたの恋』新人公演：クラウス警視総監（本役：紅羽真希）『ENCHANTEMENT（アンシャントマン）-華麗なる香水（パルファン）-』（東京宝塚劇場）
- 2023年4 - 5月、『二人だけの戦場』（梅田芸術劇場・東京建物 Brillia HALL）
- 2023年7 - 10月、『鴛鴦歌合戦（おしどりうたがっせん）』新人公演：浅葱（本役：紅羽真希）『GRAND MIRAGE!』
- 2023年11 - 12月、『BE SHINING!!』（昭和女子大学人見記念講堂・神戸国際会館）
- 2024年2 - 3月、『アルカンシェル』（宝塚大劇場）
- 2024年4 - 5月、『アルカンシェル』（東京宝塚劇場）新人公演：コーエン（本役：紫門ゆりや）、デートリッヒ・フォン・コルティッツ（本役：峰果とわ）
- 2024年7 - 8月、『ドン・ジュアン』（御園座）
- 2024年9 - 2025年1月、『エンジェリックライ』新人公演：ミケーレ神父（本役：紅羽真希） 『Jubilee（ジュビリー）』
- 2025年3月、『マジシャンの憂鬱』『Jubilee』（博多座）
- 2025年6 - 9月、『悪魔城ドラキュラ』『愛, Love Revue!』
- 2025年11 - 12月、『DEAN』（ドラマシティ・日本青年館ホール）